# UnrealScript
UnrealScript（アンリアル・スクリプト、UScript）とはUnreal Engine向けのスクリプト言語。オーサリングゲームコードおよびゲームイベントに関して使用される。基本設計原理はJavaに似ており、UnrealScriptはオブジェクト指向および中括弧の一種として認識されている。

## 概要
Javaと同じようにUnrealScriptは多重継承クラスはサポートしておらず、共通オブジェクトクラスを継承し、それぞれのクラス名がついた個別のファイルとして定義されている。Javaと異なるところは、UnrealScriptは大文字と小文字を区別せず、プリミティブ型のオブジェクトラッパークラスを持たない。インタフェースはUnreal Engine 3およびごくわずかなUnreal Engine 2のゲームでサポートされている。
この言語はシンプルで高レベルのゲームプログラム向けに設計、UnrealScriptのインタープリタはZZT-oopと呼ばれる初期のゲームスクリプト言語を作成したティム・スイニーによってプログラムされた。ゲームをより簡単に改良できるようにしたことによって、UnrealScriptはUnrealを改良に貢献するインターネット上の人々の大きなコミュニティの増大させることに役立った。